# A Bucking Broncho
Bucking Broncho – amerykański niemy film dokumentalny z 1898 roku w reżyserii Williama K.L. Dicksona. Przedstawia on Wild West Show Buffallo Billa.